# Ġgantija
Ggantija ("Torre dos Gigantes") é um complexo neolítico, de templos megalíticos  na ilha Mediterrânica de Gozo. Os templos Ggantija são os primeiros de uma série de Templos megalíticos de Malta. Seus construtores erigeram os dois templos de Ggantija durante o neolítico (c. 3600-2500 aC), o que torna esses templos velhos de mais de 5500 anos e umas das mais antigas estruturas religiosas humanas do mundo. Templos megalíticos de Malta, juntamente com outras estruturas semelhantes, foram designados Património Mundial da UNESCO, 
Os templos foram, provavelmente, o seio dum culto da fertilidade; os arqueólogos acreditam que as figuras e numerosas estátuas encontradas no local estão ligadas a esse culto. Segundo o folclore Gozitano local, gigantes construíram esses templos e usaram-nos como locais de culto.

## Descrição
Os templos Ggantija erguem-se no fim do planalto Xagħra, voltados para o sudeste. 
Na realidade, este monumento megalítico é constituído por dois templos, construídos lado a lado e dentro de um muro de fronteira. O que esta situado a sul é maior e mais velho, datado de, aproximadamente, 3600 aC. Também é o mais bem preservado. 

## Fotos

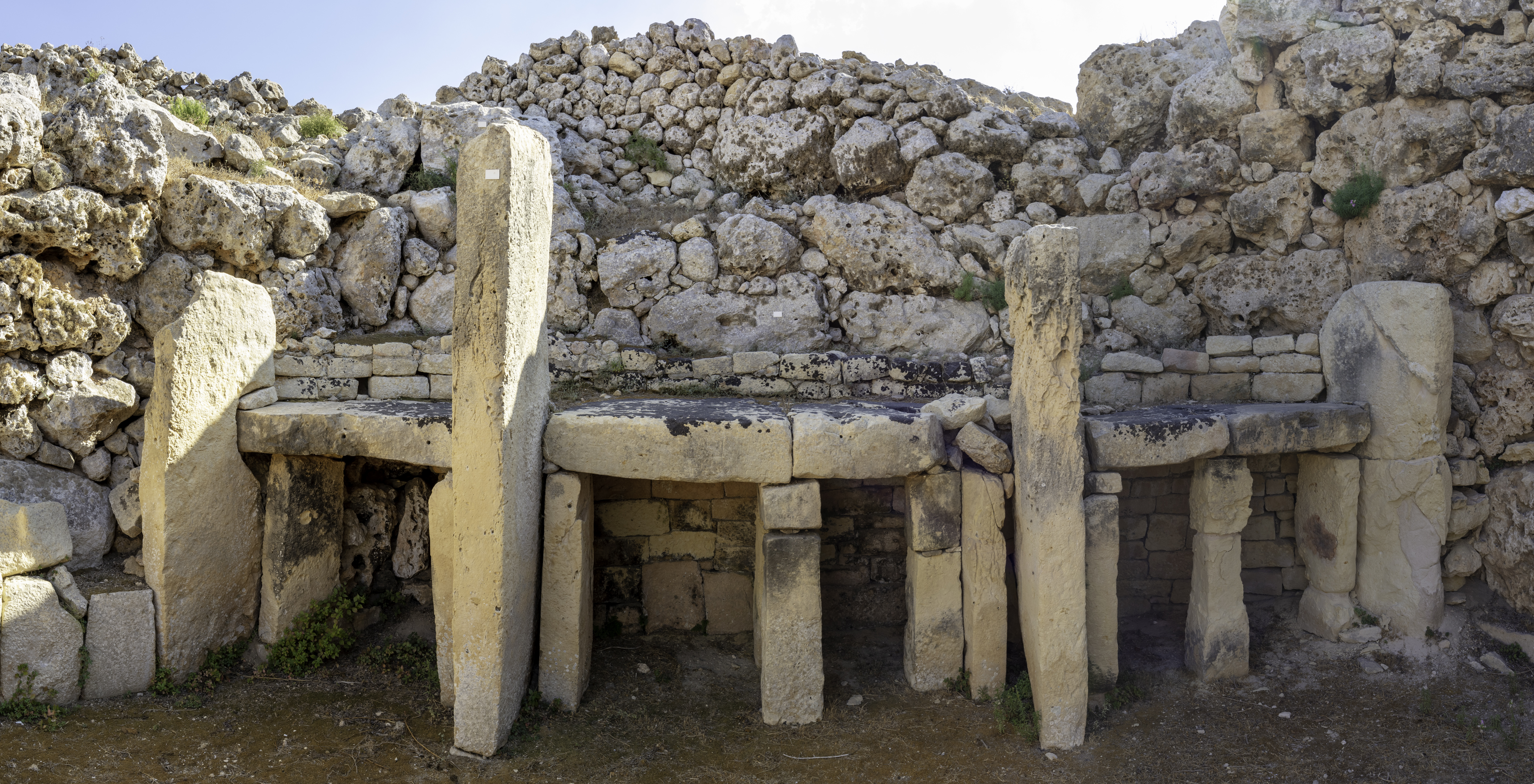
Câmara no interior
Panorama do megalitico de Ġgantija
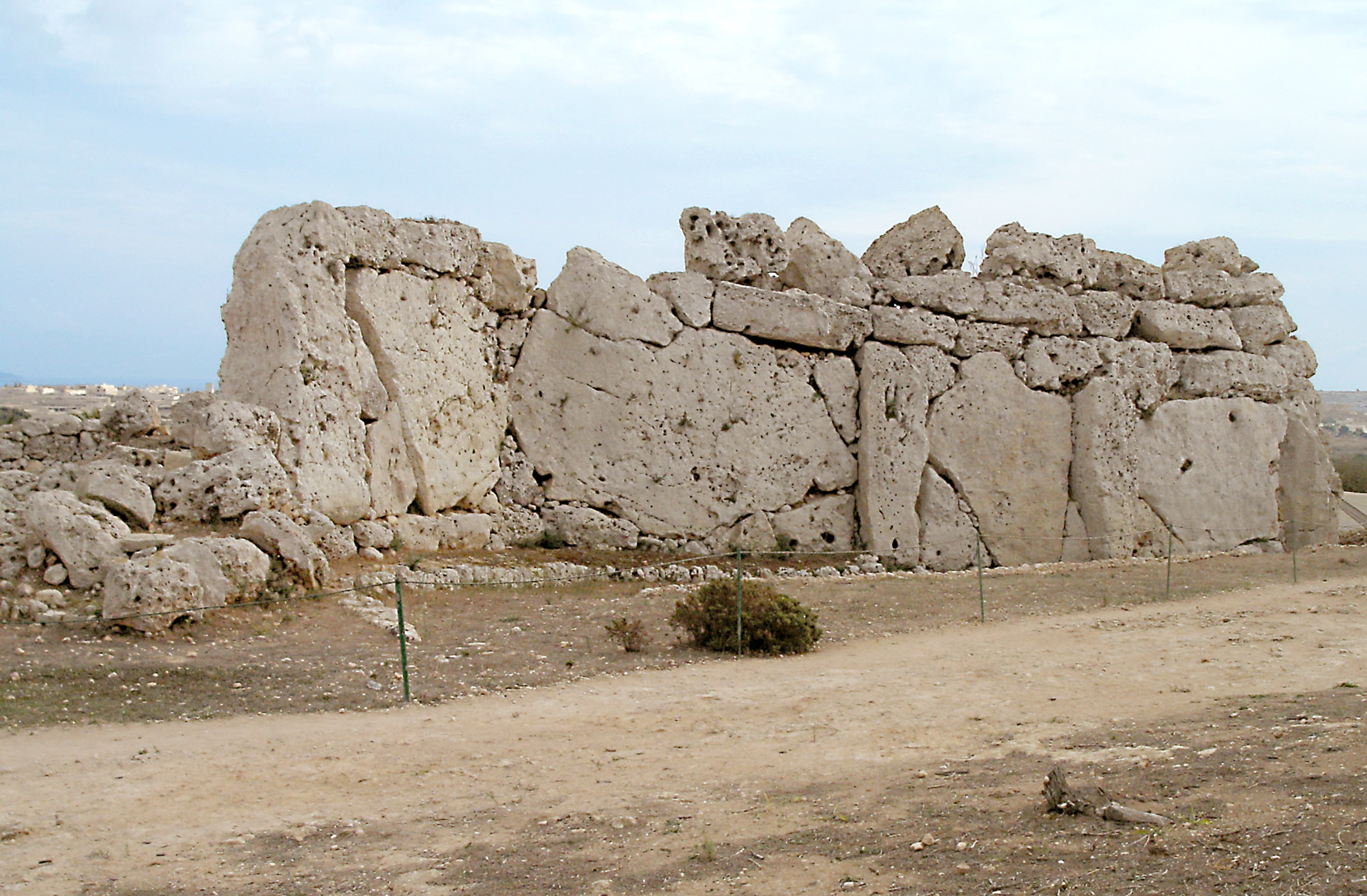
Muros de Ġgantija feitos com pedras megaliticas
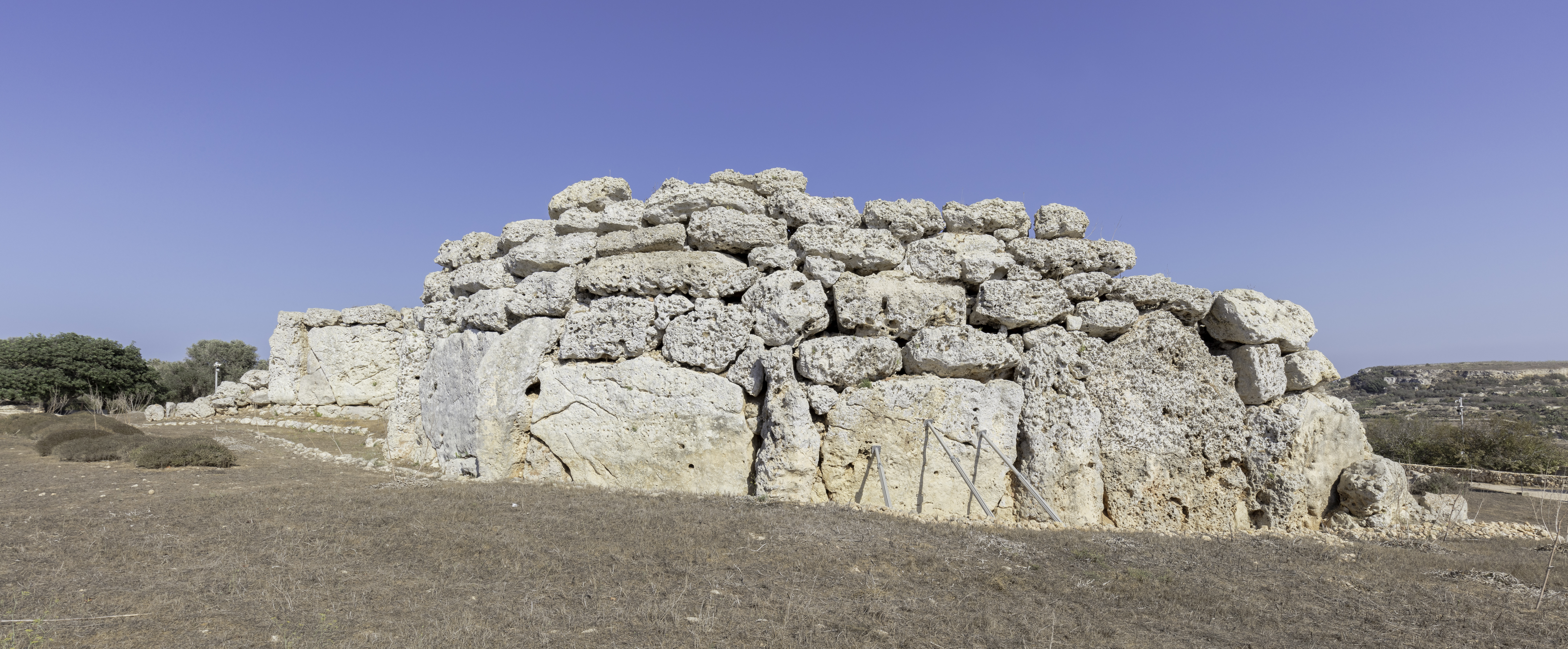
Uma vista dos muros exteriores de Ġgantija
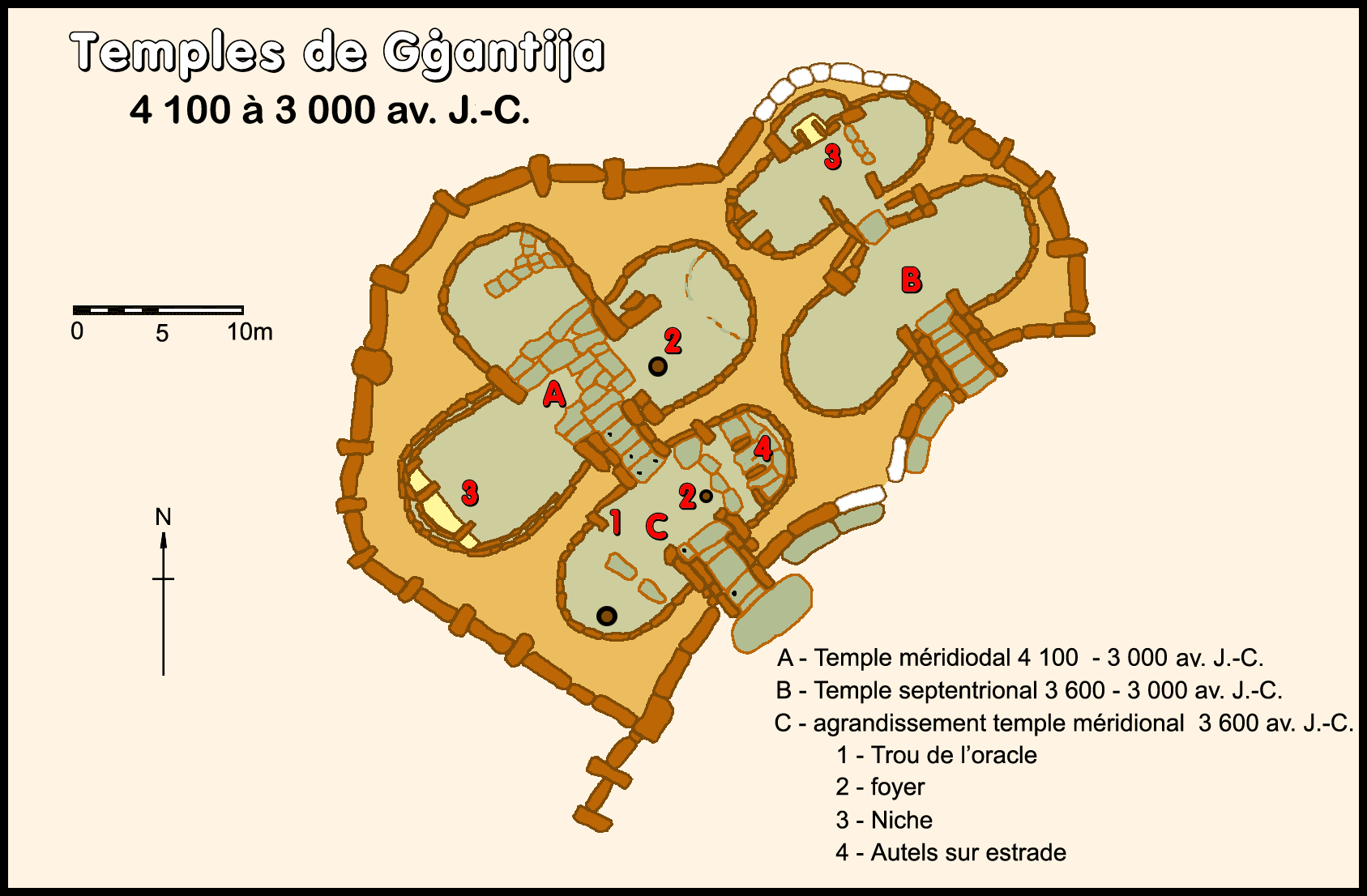
Planta dos templos Ġgantija